# Gmina Jeżów Sudecki
Die Gmina Jeżów Sudecki ist eine Landgemeinde im Powiat Jeleniogórski der Woiwodschaft Niederschlesien in Polen.  Ihr Sitz ist das gleichnamige Dorf (deutsch Grunau) mit mehr als 2600 Einwohnern.

## Geographie
Die Gemeinde grenzt im Süden an die Kreisstadt Jelenia Góra (Hirschberg). Auf ihrem Gebiet erhebt sich mit dem 561 Meter hohen Szybowcowa Góra der höchste Berg des Kleinen Kamms des Bober-Katzbach-Gebirges (polnisch Góry Kaczawskie). Es ist ein Ausläufer der Sudeten und dem Riesengebirge nördlich vorgelagert. Wichtigstes Gewässer ist der Bober (Bóbr, tschechisch Bobr), der im Nordwesten der Gemeinde in der Bobertalsperre gestaut wird.
Die Landgemeinde Jeżów Sudecki hat eine Fläche von 94,28 km².

## Geschichte
Von 1975 bis 1998 gehörte die Gemeinde zur Woiwodschaft Jelenia Góra. Das Wappen der Gemeinde zeigt im oberen Teil ein Segelflugzeug über einer Bergkuppe.

### Partnerschaften
Die Landgemeinde unterhält Gemeindepartnerschaften mit Vierkirchen in der Oberlausitz (Deutschland) und Paseky nad Jizerou in Tschechien.

## Gliederung
Zur Gemeinde gehören die acht Dörfer mit Schulzenämtern:
- Chrośnica (Ludwigsdorf)
- Czernica (Langenau)
- Dziwiszów (Berbisdorf)
- Janówek (Johnsdorf)
- Jeżów Sudecki (Grunau)
- Płoszczyna (Flachenseiffen)
- Siedlęcin (Boberröhrsdorf)
- Wrzeszczyn (Boberullersdorf)

## Sehenswürdigkeiten
- Schloss in Czernica
- Das älteste Holzgebäude Schlesiens, 1601 erbaut, in Jeżów Sudecki
- Kosakenkreuz aus dem Jahre 1813 in Jeżów Sudecki
- Gotischer Wehrhof („Ritterturm“) aus dem 14. Jahrhundert in Siedlęcin
- Bobertalsperre

## Wirtschaft
Die Bevölkerung der Gemeinde wächst stark an, bedingt durch die Lage vor den Toren der Kreisstadt. Heute leben die Orte vor allem von Tourismus. Dazu gehört auch der Wintersport.
Auf dem Szybowcowa Góra befindet sich das Segelfluggelände Jeżów Sudecki, das um 1930 durch die Segelflugschule Grunau und das Grunau Baby weltbekannt wurde.